# Heinrich Pröhle
Christoph Ferdinand Heinrich Pröhle (Satuelle, ma Haldensleben része, 1822. június 4. – Steglitz, 1895. május 28.) német író.

## Élete és munkássága
Halle és Berlin egyetemein történelmet és filológiát tanult. Egy ideig a napi sajtó szolgálatában állt. 1859-től reáliskolai tanár volt Berlinben. Műveinek oroszlánrésze a népmondák gyűjtésének és életrajzoknak jutott. Az előbbi csoportból kiemelendők: Aus dem Harz (2. kiad. Lipcse 1857); Harzsagen (2. kötet, uo. 1853-56); Deutsche Sagen (2. kiad. Berlin 1879); Die Reformationssagen (uo. 1867); az utóbbiból Bürger életrajzán kívül (Lipcse 1856) a Melanchtoné (uo. 1860) és Jahné (új átdolgozásban kiadta Euler, Berlin, 1878-80). Sokat olvasott; közkézen forgó művei továbbá: Der Pfarrer von Grünrode (Lipcse, 1852); Friedrich der Grosse und die deutsche Literatur (2. kiad. Berlin, 1878); Lessing, Wieland, Heinse (uo. 1877).